# Industriekurier
Der Industriekurier war eine deutsche Wirtschaftszeitung aus Düsseldorf. Sie kam erstmals im Oktober 1948 heraus und erschien bis 1970 börsentäglich.
Der Industriekurier vertrat die Interessen der deutschen Industrie, konnte sich aber im Wettbewerb mit dem größeren Handelsblatt nicht halten und wurde am 1. September 1970 von diesem übernommen. Danach wurde der Titel noch eine Weile als Untertitel des Handelsblatts (Deutsche Wirtschaftszeitung – Industriekurier) geführt, verschwand dann aber gänzlich.